# Ted Garvin
Pour les articles homonymes, voir Garvin.
Ted Garvin (20 août 1923 - 18 novembre 1992) est un joueur et un entraîneur de hockey sur glace, principalement de la Ligue internationale de hockey (LIH).

Il a évolué en EHL avec les Falcons de Philadelphie, les Lions de Washington et en LIH avec les Sailors de Sarnia.
Garvin a commencé sa carrière d'entraîneur dans la LIH avec les Flags de Port Huron de 1968 à 1973.

Il devient entraîneur dans la Ligue nationale de hockey en 1973, en prenant pour les onze derniers matchs de la saison la suite de Johnny Wilson derrière le banc des Red Wings de Détroit.

C'est un échec, il ne remporte que deux matchs sur douze joués.
Il retourne dans la LIH pour entraîner jusqu'en 1979 les Goaldiggers de Toledo.